# 甘多洛古乡
甘多洛古乡，是中华人民共和国四川省凉山彝族自治州昭觉县曾经下辖的一个乡。2021年1月12日，撤销甘多洛古乡，其所属行政区域为古里镇的行政区域。

## 行政区划
甘多洛古乡撤销前下辖以下地区：
甘多洼莫村、洼取力乌村、日取以打村和果阿丁村。